# Le moulin de Daudet (album)
Le moulin de Daudet is een studioalbum van Klaus Schulze. Het bevat de filmmuziek van de gelijknamige film van Samy Pavel over het leven van Alphonse Daudet. De regisseur had Schulzes Friedrich Nietzsche gebruikt voor een film over Claude François. Naar aanleiding van die combinatie zocht Pavel contact met Schulze voor nieuwe filmmuziek. De film was al gedeeltelijk klaar toen Schulze in bijzijn van Pavel en Fabrizio Uderzo, de producent, aan de hand van die film muziek ten gehore bracht. Pavel en Uderzo dachten daarbij dat Schulze het al op papier had staan, Schulze was echter aan het improviseren. Er werd nog wat muziek bijgevoegd en verwijderd en de muziek was af. Bij het kijken naar het uiteindelijk resultaat vond Schulze dat Pavel de muziek van Schulze te veel naar de voorgrond had gehaald. De tekst van de acteurs was soms door Schulzes muziek nauwelijks te verstaan. Het album bevat veel korte nummers, een uitzondering in het repertoire van Schulze. 
De heruitgave uit 2004 werd aangevuld met de muziek van een compact disc, die Schulze had gemaakt ter promotie van de Ion, een synthesizer van Alesis Company. Er werden destijds 300 stuks van geperst en de prijzen op de zwarte markt liepen volgens Schulze te hoog op. Hij perste het nummer mee met de heruitgave van Le moulin de Daudet, zodat het schijfje daarmee ook beter gevuld werd.     
De platenhoes is geïnspireerd op het type molen uit Daudets verblijfplaats Fontvieille.

## Musici
- Klaus Schulze – synthesizers, elektronica

## Muziek

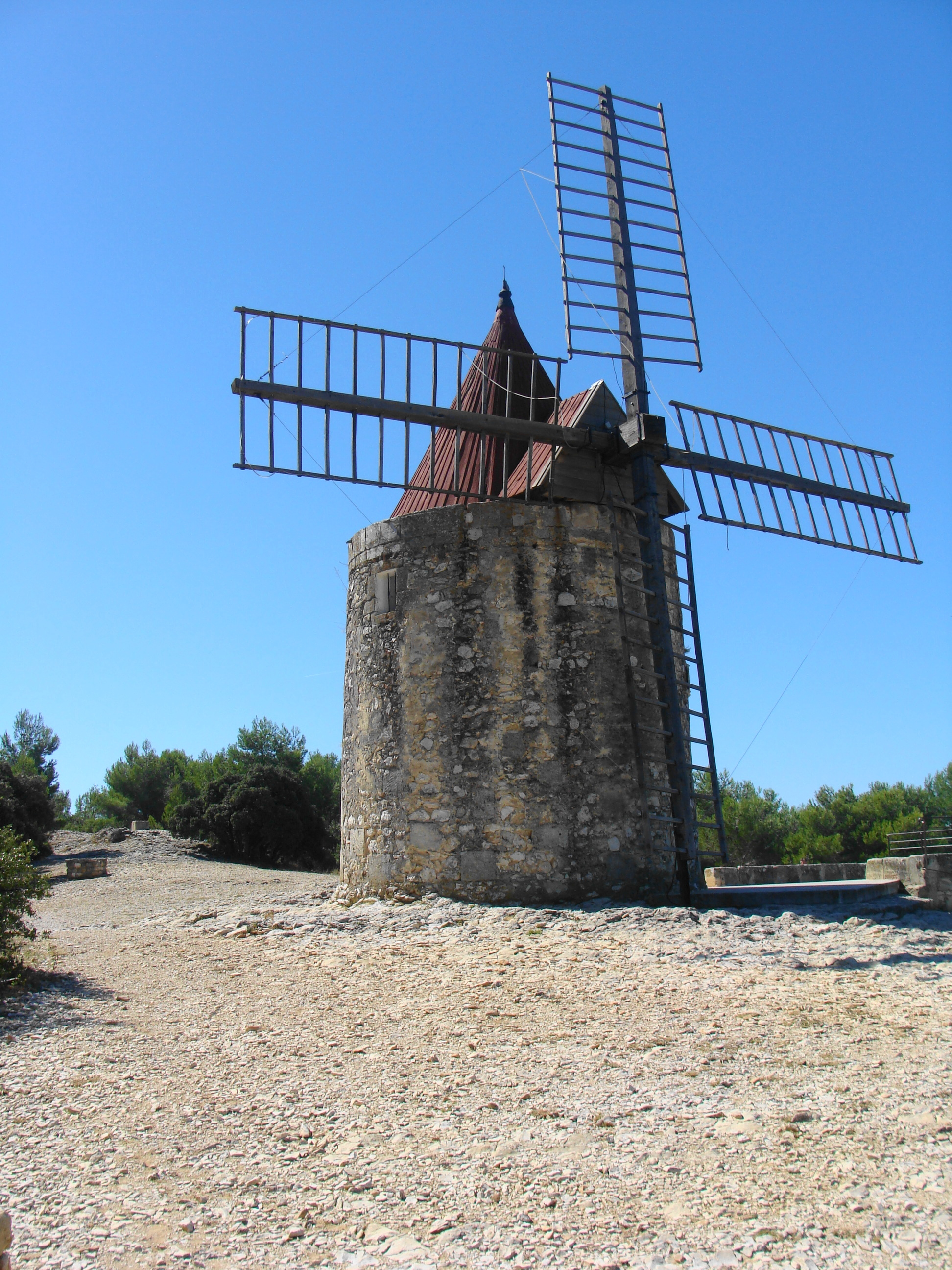
Le moulin de Daudet

| Nr. | Titel                                             | Duur  |
| --- | ------------------------------------------------- | ----- |
| 1.  | The beginning, The delegates                      | 4:04  |
| 2.  | Mother sadness                                    | 3:00  |
| 3.  | The loss of the factory                           | 1:59  |
| 4.  | The youth                                         | 1:46  |
| 5.  | Friday’s departure                                | 0:49  |
| 6.  | The mill of Maitre Cornille                       | 1:47  |
| 7.  | Maitre Cornille in the fields                     | 1:08  |
| 8.  | Folk dance                                        | 1:28  |
| 9.  | The discovery of Maitre Cornille’s secret         | 1:49  |
| 10. | Joy of Maitre Cornille/Garden and youth (reprise) | 3;15  |
| 11. | Landscape/Way to the old people                   | 2:38  |
| 12. | Old people’s piano                                | 3:24  |
| 13. | Old people’s farewell                             | 2:01  |
| 14. | Exodus                                            | 4:52  |
| 15. | Le petit dauphin I                                | 5:27  |
| 16. | Le petit dauphin II                               | 1:34  |
| 17. | First church sequence                             | 1:57  |
| 18. | Second church sequence and organ                  | 6:56  |
| 19. | St. Pierre                                        | 2:16  |
| 20. | Paradise and inferno                              | 5:54  |
| 21. | Finale                                            | 4:56  |
| 22. | The Ion perspective                               | 15:58 |